# Asplanchnopus multiceps
Asplanchnopus multiceps är en hjuldjursart som först beskrevs av Schrank 1793.  Asplanchnopus multiceps ingår i släktet Asplanchnopus och familjen Asplanchnidae. Inga underarter finns listade i Catalogue of Life.